# Bari Janó
Bari Janó (Kazincbarcika, 1955. május 13. −) roma származású magyar festőművész.

## Életútja, munkássága
Kilencen voltak testvérek, a szülőkkel együtt 11 tagú volt a család. Bari Janót már gyermekkora óta vonzotta a festészet világa. 14 éves korától 18 éves koráig javítóintézetben nevelkedett Zalaegerszegen, ahol mezőgazdasági szakképzettséget szerzett. Életének e szakaszában is hatalmas vágyat érzett a festészet iránt és sokat rajzolt, festett, próbálkozott. Az 1970-es évek végén már a nagy közönség előtt is bemutatkozott, azóta is töretlenül a festészeti pályán működik. Feleségével és három gyermekével Vácon él és alkot.
Alkotó periódusának kezdetén a tájképfestészet vonzotta, majd Salvador Dalí szürreális festészetének hatása alá került. Kísérletező művész, sok mindent megpróbált, mire kifejlesztette saját egyedi stílusát. Gyakran részt vett performanszokon, vonzotta az avantgárd, alkotott háromdimenziós műveket, azaz szobrokat. A szobrokhoz különböző anyagokat, például tollat, színes ruhát, fémet használ. Kedvenc színe a barna, s annak a legkülönbözőbb árnyalatai, ad is magyarázatot a művész saját kedvenc színválasztására: „Ha van reinkarnáció és ha újjászületek, akkor is a barna színt választanám, tehát cigány akarnék lenni. A barnát a fájdalom jelképeként is látom: amikor pl. a szöget megeszi a rozsda, mennyire fáj annak a szögnek, hogy el kell múlnia, át kell alakulnia semmivé.”
Számos egyéni, csoportos és tematikus kiállításon szerepelt és szerepel és aratott sikert absztrakt tájképeivel, mitikus, vallásos, figurális képeivel és csendéleteivel. Van olyan év, amikor minden hónapban kiállít, fiatal felfedezettjeit is biztatja, mutatkozzanak be a nyilvánosság előtt akár kávéházakban, könyvtárakban, stb. Görögországtól Amerikáig több magángyűjteményben is megtalálhatók képei, itthon többek közt a Roma Parlament galériájában és a cigány festők gyűjteményes állandó kiállításán.

## Képei a 2009-es Cigány festészet című albumból

### Kék tájképek
- Párás hajnal (részlet)
- Párás hajnal (olaj, farost, 80x60 cm, 2003)
- A vágy tanyája (olaj, vászon, 80x105 cm)

### Ikon
- Krisztus töviskoszorúval a kezében (olaj, farost, 50x70 cm)
- Isteni mítoszok (olaj, vászon, 50x60 cm)
- Kopernikusz (olaj, farost, 60x50 cm, 2009)
- Salamon (olaj, farost, 50x50 cm, 2009)

### Szürreális alkotások
- Az idő állandósága (olaj, farost, 50x70 cm, 1998)
- Idő (olaj, vászon, 120x50 cm, 1998)
- Izzó táj varjúkkal (olaj, farost, 60x80 cm, 1998)
- Kihalt táj (olaj, farost, 50x70 cm, 2001)
- Misztikus táj (olaj, fasort, 80x60 cm, 2002)

### Csendélet
- Csendélet (olaj, farost, 50x70 cm, 1998)
- Csendélet gyümölccsel (olaj, farost, 65x60 cm, 2008)[2]

## Kiállításai (válogatás)
- Művészetek Völgye, Taliándörögd, 2002;
- Orientalizmus a roma képzőművészetben, Balázs János Galéria, 2003;
- Elhallgatott holokauszt, Műcsarnok, Budapest, 2004;
- Mi arcunk : roma portréábrázolás, Balázs János Galéria, Budapest, 2007;
- Köztetek : nőábrázolás a roma képzőművészetben, Balázs János Galéria, Budapest, 2009.

## Társasági tagság
- A Romaszövetség tagja.